# 門司地方海難審判所

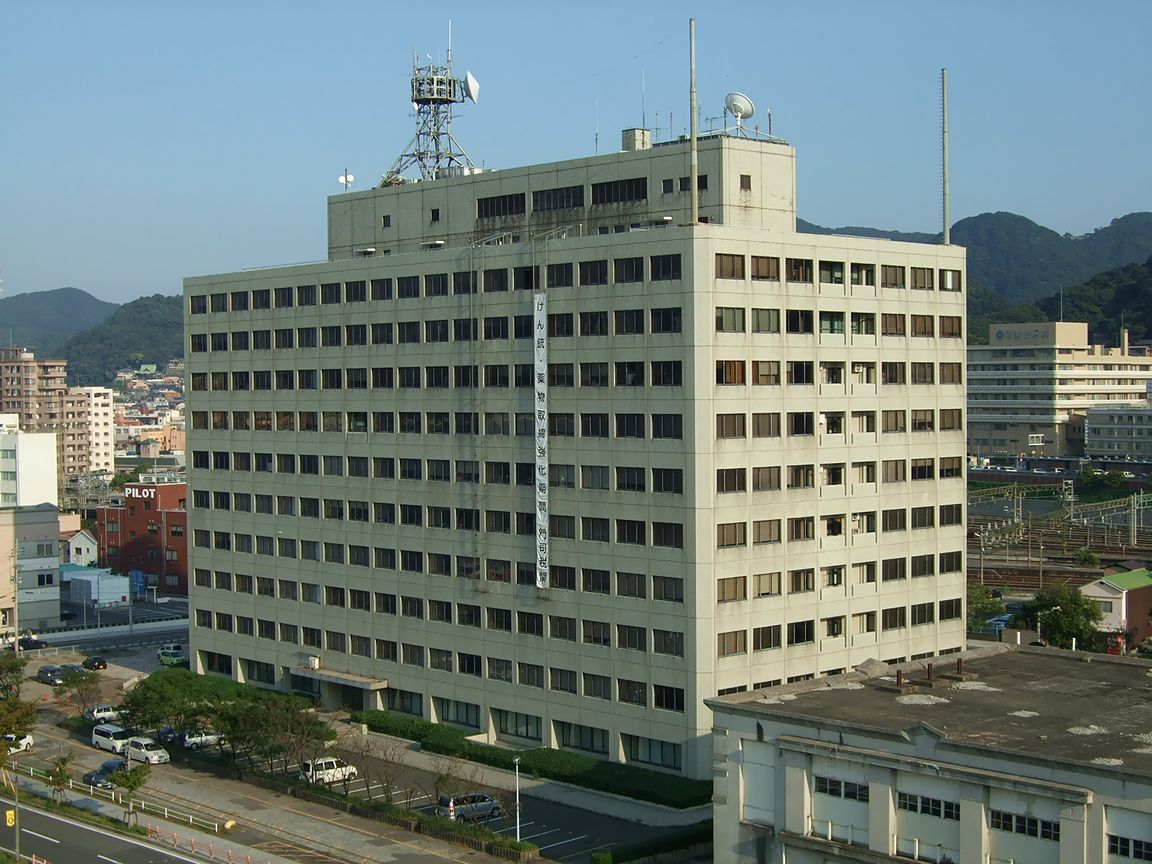
門司港湾合同庁舎（10階に入居）

門司地方海難審判所（もじちほうかいなんしんぱんしょ）は、海難審判法に基づき設置されている国土交通省所管の特別の機関である海難審判所の内、東京の海難審判所で取り扱う「重大な海難」以外の管轄区域において発生した海難について審判を実施する地方海難審判所の一つ。
出先機関として沖縄県那覇市に門司地方海難審判所那覇支所を置いている。

## 沿革
- 1897年4月6日 - 長崎に長崎地方海員審判所を設置。
- 1927年10月 - 長崎地方海員審判所を福岡県門司市（現北九州市門司区）に移転、門司地方海員審判所に改称。
- 1948年2月29日 - 海員審判所に代えて海難審判所を設置したことに伴い、門司地方海難審判所に改称。
- 1949年6月1日 - 運輸省の外局として海難審判庁を設置、門司地方海難審判庁に改称。
- 1956年7月1日 - 長崎市に門司地方海難審判庁長崎支部を設置。
- 1960年4月1日 - 長崎支部が長崎地方海難審判庁となる。
- 1972年5月15日 - 沖縄返還に伴い、那覇市に門司地方海難審判庁那覇支部を設置。
- 2008年10月1日 - 海難審判庁の廃止に伴い門司地方海難審判所に改称。

## 管轄区域
- 瀬戸内海の福岡県・大分県及び山口県山口市以西の沿岸、豊予海峡の大分県側、太平洋の宮崎県・鹿児島県沿岸
- 東シナ海の鹿児島県薩摩川内市以南及び鹿児島湾、大隅諸島・上三島（三島村）沿岸
- 日本海の山口県・福岡県沿岸及び長崎県の壱岐市・対馬市沿岸、大韓民国・鬱陵島以西の海域
- 中華人民共和国の山東省以北及び大韓民国・朝鮮民主主義人民共和国の沿岸

那覇支所の管轄区域については門司地方海難審判所那覇支所#管轄区域を参照。

## 所在地
- 801-0841 北九州市門司区西海岸1-3-10 門司港湾合同庁舎10階